# 伊牟田均
伊牟田 均（いむた ひとし、1948年2月27日 - ）は、日本の実業家。城山観光社長、会長を歴任。

## 人物
1948年鹿児島県鹿児島市生まれ。鹿児島高等学校卒業。1970年に鹿児島大学法文学部経済学科を卒業し、野村證券に入社。1987年よりノムラ・ニューヨークに副社長として赴任。1988年本社国際金融部長。1990年ノムラ・シンガポール取締役社長。1993年日本合同ファイナンス（現・ジャフコ）取締役、1997年同アメリカ・ベンチャーズ会長、2001年日本合同ファイナンス専務取締役。2003年野村・中国投資副社長兼オークラガーデンホテル上海副理事長、北京発展大廈有限公司常務理事。2008年、城山観光ホテルを運営する私的整理後の城山観光株式会社に代表取締役副社長として入る。2009年代表取締役社長に就任。2015年代表取締役を退任して取締役会長に。その間、城山観光を最高益を出すまでに導く。2016年より鹿児島大学監事に就任。2020年には県の観光プロデューサーに就いたが2021年12月、任期2年目の途中で辞任していた。2022年4月にシェラトン鹿児島を運営する南国殖産の子会社である南国ホテルズ代表取締役社長に就任することが発表された。2022年7月に鹿児島中央駅前に復活する「かごっまふるさと屋台村」を運営する新鹿児島グルメ都市企画の理事長である。